# Proseč pod Křemešníkem
Proseč pod Křemešníkem település Csehországban, a Pelhřimovi járásban. Proseč pod Křemešníkem Nový Rychnov, Putimov, Střítež pod Křemešníkem, Pelhřimov és Olešná településekkel határos. Lakosainak száma 89 fő (2024. január 1.).

## Népesség
A település lakosságának változását az alábbi diagram mutatja:
| Lakosok száma | 322  | 268  | 297  | 161  | 106  | 84   | 83   | 84   | 89   | 89   |
|               | 1869 | 1900 | 1921 | 1961 | 1980 | 2011 | 2016 | 2019 | 2021 | 2024 |